# Сармијада (Бачка Топола)
Сармијада је културно, гастрономско-туристичка маинфестација која се сваке године у јесен одржава у Бачкој Тополи. Организатор је Удружење "Ориго". 
Манифестација се одржава на Вашришту. Главни догађај је такмичење у кувању сарме у коме жири бира „најбољу сарму". Поред тога ту је музички програм и вашар домаћих рукотворина и гастро производа. Такође се тада организују и разни програми за децу.

## Историја
Прва „Сармијада“ је одржана 2013. године а 2023.године се одржава 28 октобра. Сваке године је све више посетиоца и учесника. Поред посетиоца и учесника из Србије ту су и гости из: Мађарске, Хрватске, Румуније и Словачке.

## Галерија
- Котлић са сармом
- Атмосфера са Сармијаде 2022.године